# 국제구름도감

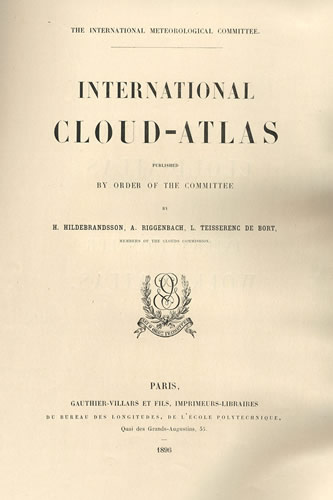

국제구름도감(International Cloud Atlas)은 세계기상기구에서 발간하는, 전세계의 구름을 150종으로 분류한 도감이다. 1896년 국제기상회의에서 처음으로 발간되었으며, 영국의 화학자 류크 하워드가 1803년 구름의 형태와 밝기, 구조, 높이 등으로 세분화한 분류 체계를 기준으로 삼고 있다.
구름 중에서도 기본 구름 역할을 하는 속(genera) 구름 10개를 기반으로 하며, 권운(새털구름), 고적운(양떼구름), 적운(뭉게구름) 등이 여기에 속한다. 그 다음 단계로 종 (species), 변종, 보충형 구름, 부속구름, 특수구름 등의 분류가 이어진다. 각 구름의 명칭은 라틴어로 명명된다.
2017년 3월 23일, 세계 기상의 날을 맞이하여 30년 만에 국제구름도감이 개정되어 발간되었다. 12개의 새로운 구름명이 추가되었으며, 한 구름에 2가지 이름이 붙은 경우도 포함되었으므로 구름 이름수로는 11개가 추가됐다. 보충형 구름 유형으로는 "구름 아래쪽에서 형성된 파도처럼 생긴" 아스페리타스 (Asperitas), 구름 가운데에 커다란 구멍이 있는 ‘카붐’(cavum), 잔 물결 모양의 ‘플룩투스’(Fluctus), 울타리 모양의 벽구름인 ‘무루스’(murus), 낮은 높이에서 꼬리 모양의 구름을 형성하는 ‘카우다’(cauda) 등이 추가되었다.

## 같이 보기
- 세계기상기구